# Dia (artist)
Kim Ji-eun (hangul: 김지은), mer känd under artistnamnet Dia (hangul: 디아), född 12 juni 1992 i Incheon, är en sydkoreansk sångerska. Hon var tidigare medlem i den nu upplösta tjejgruppen Kiss & Cry.

## Karriär
Dia inledde sin karriär som solosångerska och har släppt fler än 18 skivor sedan debuten 2009.
I januari 2014 debuterade hon med tjejgruppen Kiss & Cry som släppte sin första singel med titeln "Domino Game", delvis komponerad av Dia själv. Med gruppen framträdde hon bland annat i TV-programmet You Hee-yeol's Sketchbook på KBS i mars 2014, och höll sin allra första solokonsert med titeln Dia and Kiss & Cry på Rolling Hall i Seoul i april 2014. I maj 2014 släpptes även låten "Revenge" av Dia med gruppen medverkande.
När Kiss & Cry tog en paus från sina aktiviteter fortsatte Dia med soloprojekt. Hon framträdde för första gången på Immortal Song 2 den 13 september 2014. I december 2014 släppte hon en helt ny solosingel med titeln "Paradise". Två helt olika musikvideor släpptes till låten, varav en i färg och en i svartvitt.

## Diskografi

### Album
| Albuminformation                                           | Topplacering          |
| Albuminformation                                           | Sydkorea (Gaon Chart) |
| ---------------------------------------------------------- | --------------------- |
| 0carat (EP-skiva) - Släppt: 10 februari 2009               | —                     |
| 0.5 Caret (EP-skiva) - Släppt: 11 januari 2010             | —                     |
| Cry Cry (EP-skiva) - Släppt: 19 maj 2010                   | —                     |
| My Story (1Carat) (Studioalbum) - Släppt: 17 november 2010 | —                     |
| Luxury Edition (EP-skiva) - Släppt: 5 januari 2011         | —                     |

### Singlar
| År   | Titel                                   | Topplacering          |
| År   | Titel                                   | Sydkorea (Gaon Chart) |
| ---- | --------------------------------------- | --------------------- |
| 2009 | "My Dream"                              | —                     |
| 2010 | "Another Boy"                           | —                     |
| 2010 | "If You Come Back"                      | —                     |
| 2010 | "Goodbye Now"                           | —                     |
| 2010 | "Cry Cry"                               | —                     |
| 2010 | "It Rained All Day"                     | —                     |
| 2011 | "Spring" (med Winter Garden)            | —                     |
| 2011 | "Regret" (med PD Blue)                  | —                     |
| 2011 | "My Soo" (med PD Blue)                  | —                     |
| 2011 | "Alone"                                 | —                     |
| 2011 | "You & I, I & You..." (med PD Blue)     | —                     |
| 2011 | "Love Step"                             | —                     |
| 2012 | "Speed Dial No.1"                       | —                     |
| 2012 | "Like You Like A Fool"                  | —                     |
| 2012 | "Crazy in Love"                         | —                     |
| 2012 | "La Ta Ta"                              | —                     |
| 2013 | "Breaking Up"                           | 63                    |
| 2013 | "Be Modern" (med Kiss & Cry)            | —                     |
| 2013 | "Farewell for Myself" (OST: Reply 1994) | 10                    |
| 2014 | "Domino Game" (med Kiss & Cry)          | —                     |
| 2014 | "Revenge" (med Kiss & Cry)              | —                     |
| 2014 | "Paradise"                              | —                     |
| 2015 | "Aya"                                   | —                     |